# L'Évidente Lesbienne
L'Évidente Lesbienne est une revue d'expression artistique lesbienne et radicale fondée en décembre 1984,, combinant la photographie, le dessin, la bande dessinée, le collage et la poésie.     

## Historique
L'idée de fonder L'Évidente Lesbienne émane alors que Myriam Fougère, Martine Giguère et Suzanne Vertue découvrent la revue féministe Femail ART, au Michigan Womyn's Music Festival de 1984. Elles décident de s'en inspirer à leur retour au Québec, joignant Diane Trépanière et Diane Heffernan au projet,. 
Le premier numéro paraît en décembre 1984, par Suzanne Vertue, Diane Heffernan et Diane Trépanière, s'ajoutent ensuite Myriam Fougère, Martine Giguèreet Madelaine Marine. Les collaboratrices varieront ensuite pour inclure notamment Gin Bergeron et Julie Poirier. 
Le nom L'Évidente Lesbienne est pensé par Suzanne Vertue qui dit vouloir identifier clairement l'idée derrière la revue. 

## Distribution
Les appels à soumissions invitent les lesbiennes à faire parvenir 55 photocopies de leurs œuvres aux responsables de la revue, chacun des numéros sélectionnant entre 15 et 25 participantes. La revue est distribuée à 55 exemplaires, quatre fois par année, de façon gratuite,. Les différents numéros varient d'une cinquantaine à une centaine de pages.  
Elle est notamment disponible au bar Lilith,, et à la Librairie L'aube-Épine (qui devient la Librairie L'Essentielle,,).
La revue cesse d'être publiée en 1990, après 17 numéros.